# Crataegus leiomonogyna
Crataegus leiomonogyna là loài thực vật có hoa trong họ Hoa hồng. Loài này được Klokov mô tả khoa học đầu tiên.